# Rosiers-d'Égletons
Rosiers-d'Égletons är en kommun i departementet Corrèze i regionen Nouvelle-Aquitaine i de centrala delarna av Frankrike. Kommunen ligger  i kantonen Égletons som tillhör arrondissementet Tulle. År 2022 hade Rosiers-d'Égletons 1 087 invånare.

## Befolkningsutveckling
Antalet invånare i kommunen Rosiers-d'Égletons
Referens:INSEE